# 312
312 (CCCXII) je bilo prestopno leto, ki se je po julijanskem koledarju začelo na torek.

## Dogodki
- Konstantin postane cesar Rimskega cesarstva.

## Smrti
- 28. oktober - Maksencij, cesar Rimskega cesarstva (* ok. 283)